# Prix World Fantasy du meilleur recueil de nouvelles
Le prix World Fantasy est un prix littéraire créé en 1975 et récompensant des œuvres de fantasy. Le vainqueur est désigné lors de la World Fantasy Convention. Ses participants établissent la liste des nominations avant qu'un jury, renouvelé tous les ans, prenne sa décision.
La catégorie du meilleur recueil de nouvelles récompense les recueils de nouvelles. Cette catégorie a été créée en 1975. À partir de 1977, elle récompense également les anthologies puis, en 1988, elle redevient uniquement dédiée aux recueils de nouvelles.

## Palmarès
Note : les gagnants sont cités en premier, suivis par les autres œuvres nommées classées par ordre d'arrivée.
Sauf indication contraire ou complémentaire, les informations mentionnées dans cette section proviennent du site officiel du prix World Fantasy et de la Science Fiction Awards Database.

### Années 1970

#### 1975
Worse Things Waiting par Manly Wade Wellman
- From Evil's Pillow par Basil Copper

#### 1976
The Enquiries of Doctor Eszterhazy par Avram Davidson
- Deathbird Stories par Harlan Ellison
- The Early Long par Frank Belknap Long
- Far Lands, Other Days par E. Hoffmann Price

#### 1977
Frights par Kirby McCauley, éd.
- Cinnabar par Edward Bryant
- Flashing Swords #3: Warriors and Wizards par Lin Carter, éd.
- The Height of the Scream par Ramsey Campbell
- Bien après minuit et Un dimanche tant bien que mal (Long After Midnight) par Ray Bradbury
- Superhorror par Ramsey Campbell, éd.

#### 1978
Murgunstrumm and Others par Hugh B. Cave
- Cold Chills par Robert Bloch
- La Magie des glaces (Swords and Ice Magic) par Fritz Leiber
- Whispers par Stuart David Schiff, éd.
- The Year's Best Horror Stories: Series V par Gerald W. Page, éd.

#### 1979
Shadows par Charles L. Grant, éd.
- Heroes and Horrors par Fritz Leiber
- Danse macabre (Night Shift) par Stephen King
- Night Winds par Karl Edward Wagner
- The Redward Edward Papers par Avram Davidson
- The Year's Best Horror Stories: Series VI par Gerald W. Page, éd.

### Années 1980
| Sommaire : | - Haut - 1980 - 1981 - 1982 - 1983 - 1984 - 1985 - 1986 - 1987 - 1988 - 1989 |

#### 1980
Amazons! par Jessica Amanda Salmonson, éd.
- Nightmares par Charles L. Grant, éd.
- Shadows 2 par Charles L. Grant, éd.
- Thieves' World par Robert Asprin, éd.
- Whispers II par Stuart David Schiff, éd.
- The Year's Finest Fantasy, Volume 2 par Terry Carr, éd.

#### 1981
Dark Forces par Kirby McCauley, éd.
- Dragons of Light par Orson Scott Card, éd.
- Mummy! A Chrestomathy of Crypt-ology par Bill Pronzini, éd.
- New Terrors 1 par Ramsey Campbell, éd.
- Shadows 3 par Charles L. Grant, éd.
- Shatterday par Harlan Ellison

#### 1982
Elsewhere par Terri Windling et Mark Alan Arnold, éds.
- Fantasy Annual IV par Terry Carr, éd.
- Shadows 4 par Charles L. Grant, éd.
- Tales from the Nightside par Charles L. Grant
- Whispers III par Stuart David Schiff, éd.

#### 1983
Nightmare Seasons par Charles L. Grant, éd.
- Les Domaines de la nuit (The Dark Country) par Dennis Etchison
- Différentes Saisons (Different Seasons) par Stephen King
- Hecate's Cauldron par Susan M. Shwartz, éd.
- Perpetual Light par Alan Ryan, éd.
- Shadows 5 par Charles L. Grant, éd.

#### 1984
High Spirits par Robertson Davies
- The Dodd, Mead Gallery of Horror par Charles L. Grant, éd.
- Red as Blood par Tanith Lee
- Shadows 6 par Charles L. Grant, éd.
- Tales of Wonder par Jane Yolen

#### 1985
Les Livres de sang, volumes 1 à 3 (Clive Barker's Books of Blood, volume 1-3) par Clive Barker
- The Fire When It Comes par Parke Godwin
- Masques par J. N. Williamson, éd.
- La Voix du sang (Night Visions 1) par Alan Ryan, éd.
- Les Ramages de la douleur (The Songbirds of Pain) par Garry Kilworth
- Viriconium Nights par M. John Harrison

#### 1986
Imaginary Lands par Robin McKinley, éd.
- Vénus noire (Black Venus) par Angela Carter
- Les Livres de sang, volumes 4 à 6 (Clive Barker's Books of Blood, Vols. IV-VI) par Clive Barker
- Dragonfield and Other Stories par Jane Yolen
- Faery! par Terri Windling, éd.
- Night Visions 2 par Charles L. Grant, éd.
- Brume (Skeleton Crew) par Stephen King
- Whispers V par Stuart David Schiff, éd.

#### 1987
Tales of the Quintana Roo par James Tiptree, Jr
- Black Wine par Douglas E. Winter, éd.
- Cutting Edge par Dennis Etchison, éd.
- Dreams of Dark and Light par Tanith Lee
- Liavek: The Players of Luck par Will Shetterly et Emma Bull, éds.
- Merlin's Booke par Jane Yolen
- Night Visions 3 par George R. R. Martin, éd.

#### 1988
Le Chasseur de jaguar (The Jaguar Hunter) par Lucius Shepard
- Les Sortilèges de la nuit (Night's Sorceries) par Tanith Lee
- Polyphemus par Michael Shea
- Scared Stiff, Tales of Sex and Death par Ramsey Campbell
- Why Not You and I? par Karl Edward Wagner

#### 1989
Stories from the Old Hotel par Gene Wolfe et Angry Candy par Harlan Ellison (ex æquo)
- The Blood Kiss par Dennis Etchison
- Cabal par Clive Barker
- Charles Beaumont: Selected Stories par Charles Beaumont, édité par Roger Anker
- Le Crépuscule des épées (The Knight and Knave of Swords) par Fritz Leiber

### Années 1990
| Sommaire : | - Haut - 1990 - 1991 - 1992 - 1993 - 1994 - 1995 - 1996 - 1997 - 1998 - 1999 |

#### 1990
Nouvelles (Richard Matheson : Recueil : Collected Stories) par Richard Matheson
- Blue World and Other Stories par Robert R. McCammon
- By Bizarre Hands par Joe R. Lansdale
- Harlan Ellison's Watching par Harlan Ellison
- Novelty par John Crowley

#### 1991
The Start of the End of It All and Other Stories par Carol Emshwiller
- The Brains of Rats par Michael Blumlein
- Houses Without Doors par Peter Straub
- The Leiber Chronicles par Fritz Leiber
- Prayers to Broken Stones par Dan Simmons

#### 1992
Le Bout du monde (The Ends of the Earth) par Lucius Shepard
- The Bone Forest par Robert Holdstock
- Grimscribe: His Lives and Works par Thomas Ligotti
- Lafferty In Orbit par R. A. Lafferty
- More Shapes Than One par Fred Chappell
- Night of the Cooters: More Neat Stories par Howard Waldrop

#### 1993
The Sons of Noah & Other Stories par Jack Cady
- Bear's Fantasies par Greg Bear
- Le Temps fugitif (Lord Kelvin's Machine) par James P. Blaylock
- Meeting in Infinity par John Kessel
- Mr. Fox and Other Feral Tales par Norman Partridge
- Spiritwalk par Charles de Lint

#### 1994
Alone with the Horrors par Ramsey Campbell
- Angels & Visitations: A Miscellany par Neil Gaiman
- Antiquities par John Crowley
- Dreams Underfoot par Charles de Lint
- Hogfoot Right and Bird-hands par Garry Kilworth
- Transients and Other Disquieting Stories par Darrell Schweitzer
- Under the Crust par Terry Lamsley

#### 1995
The Calvin Coolidge Home for Dead Comedians and A Conflagration Artist par Bradley Denton
- The Early Fears par Robert Bloch
- The Earth Wire & Other Stories par Joel Lane
- Haunted: Tales of the Grotesque par Joyce Carol Oates
- Travellers In Magic par Lisa Goldstein

#### 1996
Seven Tales and a Fable par Gwyneth Jones
- Death Stalks the Night par Hugh B. Cave
- The Ivory and the Horn par Charles de Lint
- Collection d'automne (The Panic Hand) par Jonathan Carroll
- The Secret of This Book par Brian W. Aldiss

#### 1997
The Wall of the Sky, the Wall of the Eye par Jonathan Lethem
- Bad Intentions par Norman Partridge
- Bible Stories for Adults par James Morrow
- Conference with the Dead par Terry Lamsley
- Midnight Promises par Richard T. Chizmar
- The Nightmare Factory par Thomas Ligotti
- The Pavilion of Frozen Women par S. P. Somtow

#### 1998
The Throne of Bones par Brian McNaughton
- Train de nuit pour Babylone (Driving Blind) par Ray Bradbury
- Fractal Paisleys par Paul Di Filippo
- A Geography of Unknown Lands par Michael Swanwick
- Giant Bones par Peter S. Beagle

#### 1999
Black Glass par Karen Joy Fowler
- The Cleft and Other Odd Tales par Gahan Wilson
- Last Summer at Mars Hill par Elizabeth Hand
- Manitou Man: The Worlds of Graham Masterton par Graham Masterton, Ray Clark et Matt Williams
- The Night We Buried Road Dog par Jack Cady

### Années 2000
| Sommaire : | - Haut - 2000 - 2001 - 2002 - 2003 - 2004 - 2005 - 2006 - 2007 - 2008 - 2009 |

#### 2000
Moonlight and Vines par Charles de Lint et Reave the Just and Other Tales par Stephen R. Donaldson (ex æquo)
- Deep Into That Darkness Peering par Tom Piccirilli
- Cœurs perdus en Atlantide (Hearts in Atlantis) par Stephen King
- Necromancies and Netherworlds: Uncanny Stories par Darrell Schweitzer et Jason Van Hollander

#### 2001
Beluthahatchie and Other Stories par Andy Duncan
- Blackwater Days par Terry Dowling
- Magic Terror: Seven Tales par Peter Straub
- Perpetuity Blues and Other Stories par Neal BarrettJr.
- Les Perséides (The Perseids and Other Stories) par Robert Charles Wilson
- Travel Arrangements par M. John Harrison

#### 2002
Skin Folk par Nalo Hopkinson
- Dark Universe: Stories 1951-2001 par William F. Nolan
- The Essential Ellison: A 50-Year Retrospective: Revised and Expanded par Harlan Ellison ; Terry Dowling avec Richard Delap et Gil Lamont, éds.
- Stranger Things Happen par Kelly Link
- Talking in the Dark par Dennis Etchison

#### 2003
The Fantasy Writer's Assistant and Other Stories par Jeffrey Ford
- City of Saints and Madmen: The Book of Ambergris (révisé) par Jeff VanderMeer
- Figures in Rain par Chet Williamson
- The Ogre's Wife: Fairy Tales for Grownups par Richard Parks
- Waifs and Strays par Charles de Lint
- Water: Tales of Elemental Spirits par Robin McKinley et Peter Dickinson

#### 2004
Bibliomancy par Elizabeth Hand
- Ghosts of Yesterday par Jack Cady
- GRRM: A RRetrospective par George R. R. Martin
- L'Homme qui dessinait des chats (More Tomorrow & Other Stories) par Michael Marshall Smith
- The Two Sams: Ghost Stories par Glen Hirshberg

#### 2005
Black Juice par Margo Lanagan
- Breathmoss and Other Exhalations par Ian R. MacLeod
- Heat of Fusion and Other Stories par John M. Ford
- Mad Dog Summer and Other Stories par Joe R. Lansdale
- Songs of Leaving par Peter Crowther
- Stable Strategies and Others par Eileen Gunn
- Trujillo and Other Stories par Lucius Shepard

#### 2006
The Keyhole Opera par Bruce Holland Rogers
- Fantômes - Histoires troubles (20th Century Ghosts) par Joe Hill
- In the Palace of Repose par Holly Phillips
- Magic for Beginners par Kelly Link
- To Charles Fort, with Love par Caitlín R. Kiernan

#### 2007
Map of Dreams par M. Rickert
- American Morons par Glen Hirshberg
- The Empire of Ice Cream par Jeffrey Ford
- Les Dames de Grâce Adieu (The Ladies of Grace Adieu and Other Stories) par Susanna Clarke
- Red Spikes par Margo Lanagan

#### 2008
Tiny Deaths par Robert Shearman
- Dagger Key and Other Stories par Lucius Shepard
- Hart & Boot & Other Stories par Tim Pratt
- Plots and Misadventures par Stephen Gallagher
- Portable Childhoods par Ellen Klages
- The Secret Files of the Diogenes Club par Kim Newman

#### 2009
The Drowned Life par Jeffrey Ford
- Filter House par Nisi Shawl
- Pretty Monsters par Kelly Link
- Strange Roads par Peter S. Beagle
- Tales from Outer Suburbia par Shaun Tan

### Années 2010
| Sommaire : | - Haut - 2010 - 2011 - 2012 - 2013 - 2014 - 2015 - 2016 - 2017 - 2018 - 2019 |

#### 2010
There Once Lived a Woman Who Tried To Kill Her Neighbor's Baby: Scary Fairy Tales par Ludmila Petrouchevskaïa et The Very Best of Gene Wolfe/The Best of Gene Wolfe par Gene Wolfe (ex æquo)
- Everland and Other Stories par Paul Witcover
- Fugue State par Brian Evenson
- Northwest Passages par Barbara Roden
- We Never Talk About My Brother par Peter S. Beagle

#### 2011
What I Didn't See and Other Stories par Karen Joy Fowler
- The Ammonite Violin & Others par Caitlín R. Kiernan
- Holiday par M. Rickert
- Sourdough and Other Stories par Angela Slatter
- The Third Bear par Jeff VanderMeer

#### 2012
The Bible Repairman and Other Stories par Tim Powers
- Bluegrass Symphony par Lisa L. Hannett
- Two Worlds and In Between par Caitlín R. Kiernan
- After the Apocalypse par Maureen F. McHugh
- Mrs Midnight and Other Stories par Reggie Oliver

#### 2013
Where Furnaces Burn par Joel Lane
- At the Mouth of the River of Bees par Kij Johnson
- The Unreal and the Real: Selected Stories Volume One: Where on Earth and Volume Two: Outer Space, Inner Lands par Ursula K. Le Guin
- Remember Why You Fear Me par Robert Shearman
- Jagannath par Karin Tidbeck

#### 2014
The Ape’s Wife and Other Stories par Caitlín R. Kiernan
- North American Lake Monsters par Nathan Ballingrud (en)
- The Beautiful Thing That Awaits Us All and Other Stories par Laird Barron
- Flowers of the Sea par Reggie Oliver
- How the World Became Quiet par Rachel Swirsky

#### 2015
Gifts for the One Who Comes After par Helen Marshall et The Bitterwood Bible and Other Recountings par Angela Slatter (ex æquo)
- Mercy and Other Stories par Rebecca Lloyd
- They Do the Same Things Different There par Robert Shearman
- Death at the Blue Elephant par Janeen Webb

#### 2016
Bone Swans par C. S. E. Cooney (en)
- Leena Krohn: Collected Fiction par Leena Krohn
- Skein and Bone par V. H. Leslie
- Get in Trouble par Kelly Link
- Reality by Other Means: The Best Short Fiction of James Morrow par James Morrow
- You Have Never Been Here par Mary Rickert

#### 2017
A Natural History of Hell par Jeffrey Ford
- Double Tranchant (Sharp Ends) par Joe Abercrombie
- On the Eyeball Floor and Other Stories par Tina Connolly (en)
- Vacui Magia par L. S. Johnson
- The Paper Menagerie and Other Stories par Ken Liu

#### 2018
The Emerald Circus par Jane Yolen
- Wicked Wonders par Ellen Klages (en)
- Son corps et autres célébrations (Her Body and Other Parties) par Carmen Maria Machado
- Down and Out in Purgatory: The Collected Stories of Tim Powers par Tim Powers
- Tender par Sofia Samatar

#### 2019
The Tangled Lands par Paolo Bacigalupi et Tobias S. Buckell
- Still So Strange par Amanda Downum (en)
- An Agent of Utopia par Andy Duncan
- Lumières noires (How Long ’til Black Future Month?) par N. K. Jemisin
- Phantom Limbs par Margo Lanagan

### Années 2020
| Sommaire : | - Haut - 2020 - 2021 - 2022 - 2023 - 2024 - 2025 |

#### 2020
Comptine pour la dissolution du monde (Song for the Unraveling of the World) par Brian Evenson
- Homesick par Nino Cipri
- Unforeseen par Molly Gloss
- A Lush and Seething Hell par John Hornor Jacobs (en)
- Sooner or Later Everything Falls into the Sea par Sarah Pinsker

#### 2021
Where the Wild Ladies Are par Aoko Matsuda
- The Best of Jeffrey Ford par Jeffrey Ford
- Velocities: Stories par Kathe Koja
- We All Hear Stories in the Dark par Robert Shearman (en)
- Nine Bar Blues par Sheree Renée Thomas

#### 2022
Midnight Doorways: Fables from Pakistan par Usman T. Malik (en)
- Tales the Devil Told Me par Jen Fawkes
- Big Dark Hole par Jeffrey Ford
- The Tallow-Wife and Other Tales par Angela Slatter (en)
- The Ghost Sequences par A. C. Wise (en)
- Never Have I Ever par Isabel Yap

#### 2023
All Nightmare Long par Tim Lebbon
- Dark Breakers par C. S. E. Cooney (en)
- Breakable Things par Cassandra Khaw (en)
- Boys, Beasts & Men par Sam J. Miller
- A Different Darkness and Other Abominations par Luigi Musolino

#### 2024
No One Will Come Back for Us and Other Stories par Premee Mohamed (en)
- The Essential Peter S. Beagle, Volumes 1 & 2 par Peter S. Beagle
- The Fortunate Isles par Lisa L. Hannett
- White Cat, Black Dog par Kelly Link
- Jackal, Jackal par Tobi Ogundiran
- Jewel Box par E. Lily Yu (en)

#### 2025
Le gagnant sera annoncé au cours de la cérémonie des prix World Fantasy 2025 qui se tiendra le 2 novembre 2025 à Brighton en Angleterre durant la World Fantasy Convention.
- Ghostroots par Pemi Aguda
- A Sunny Place for Shady People[note 1] par Mariana Enríquez
- Good Night, Sleep Tight par Brian Evenson
- Kindling: Stories par Kathleen Jennings
- Craft: Stories I Wrote for the Devil par Ananda Lima